# Fed Cup 2011 Wereldgroep I
De Fed Cup 2011 Wereldgroep I is het hoogste niveau van de Fed Cup 2011.

## Deelnemers
Acht landen namen deel aan Wereldgroep I:
| geplaatst | geplaatst        | geplaatst | ongeplaatst (geloot) | ongeplaatst (geloot)                                                     |
| nr.       | land             | speelsters | land                 | speelsters                                                               |
| --------- | ---------------- | --- | -------------------- | ------------------------------------------------------------------------ |
| 1.        | Italië           | Francesca Schiavone Flavia Pennetta Sara Errani Roberta Vinci Alberta Brianti Maria Elena Camerin                                   | Australië            | Jarmila Groth Samantha Stosur Anastasia Rodionova Rennae Stubbs          |
| 2.        | Rusland          | Svetlana Koeznetsova Maria Sjarapova Anastasija Pavljoetsjenkova Vera Zvonarjova Jekaterina Makarova Maria Kirilenko Jelena Vesnina | Frankrijk            | Alizé Cornet Virginie Razzano Julie Coin                                 |
| 3.        | Tsjechië         | Lucie Šafářová Petra Kvitová Květa Peschke Barbora Záhlavová-Strýcová Iveta Benešová Lucie Hradecká                                 | Slowakije            | Daniela Hantuchová Dominika Cibulková Jana Čepelová Magdaléna Rybáriková |
| 4.        | Verenigde Staten | Bethanie Mattek-Sands Melanie Oudin Liezel Huber Vania King                                                                         | België               | Yanina Wickmayer Kim Clijsters Kirsten Flipkens An-Sophie Mestach        |

## Reglement
Het ITF Fed Cup comité bepaalt welke vier landen geplaatst worden. De winnaar van vorig jaar wordt het eerste reekshoofd; de finaleverliezer het tweede. Het derde en het vierde reekshoofd worden vastgesteld aan de hand van de ITF Fed Cup Nations Ranking. De tegenstanders van de geplaatste landen worden door loting bepaald. Welk land thuis speelt, hangt af van hun vorige ontmoeting (om de andere), dan wel wordt door loting bepaald als zij niet eerder tegen elkaar speelden. Een landenwedstrijd bestaat uit (maximaal) vijf "rubbers": vier enkelspelpartijen en een dubbelspelpartij. Het land dat drie "rubbers" wint, is de winnaar van de landenwedstrijd.
De vier landen die in de eerste ronde winnen, strijden via een halve finale en de finale om de titel.
De vier landen die in de eerste ronde verliezen, krijgen een kans om zich te behoeden voor degradatie naar Wereldgroep II. Zij doen dat door deel te nemen aan de Wereldgroep I play-offs.

## Toernooischema
|  | eerste ronde 5 en 6 februari   | eerste ronde 5 en 6 februari  |                            |   | halve finale 16 en 17 april | halve finale 16 en 17 april |  |  | finale 5 en 6 november | finale 5 en 6 november |
|  |                                |                               |                            |   |                             |                             |  |  |                        |                        |
|  |                                |                               |                            |   |                             |                             |  |  |                        |                        |
|  | Moskou (hardcourt, binnen)     |                               |                            |   |                             |                             |  |  |                        |                        |
|  |                                |                               |                            |   |                             |                             |  |  |                        |                        |
|  | Rusland                        | 3                             |                            |   |                             |                             |  |  |                        |                        |
|  | Rusland                        | 3                             | Moskou (hardcourt, binnen) |   |                             |                             |  |  |                        |                        |
|  | Frankrijk                      | 2                             |                            |   |                             |                             |  |  |                        |                        |
|  | Frankrijk                      | 2                             | Rusland                    | 5 |                             |                             |  |  |                        |                        |
|  | Hobart (hardcourt, buiten)     |                               | Rusland                    | 5 |                             |                             |  |  |                        |                        |
|  |                                | Italië                        | 0                          |   |                             |                             |  |  |                        |                        |
|  | Australië                      | Italië                        | 0                          | 1 |                             |                             |  |  |                        |                        |
|  | Australië                      |                               | Moskou (hardcourt, binnen) | 1 |                             |                             |  |  |                        |                        |
|  | Italië                         | 4                             |                            |   |                             |                             |  |  |                        |                        |
|  | Italië                         | 4                             | Rusland                    | 2 |                             |                             |  |  |                        |                        |
|  | Antwerpen (hardcourt, binnen)  |                               | Rusland                    | 2 |                             |                             |  |  |                        |                        |
|  |                                | Tsjechië                      | 3                          |   |                             |                             |  |  |                        |                        |
|  | België                         | Tsjechië                      | 3                          | 4 |                             |                             |  |  |                        |                        |
|  | België                         | Charleroi (hardcourt, binnen) |                            | 4 |                             |                             |  |  |                        |                        |
|  | Verenigde Staten               | 1                             |                            |   |                             |                             |  |  |                        |                        |
|  | Verenigde Staten               | 1                             | België                     | 2 |                             |                             |  |  |                        |                        |
|  | Bratislava (hardcourt, binnen) |                               | België                     | 2 |                             |                             |  |  |                        |                        |
|  |                                | Tsjechië                      | 3                          |   |                             |                             |  |  |                        |                        |
|  | Slowakije                      | Tsjechië                      | 3                          | 2 |                             |                             |  |  |                        |                        |
|  | Slowakije                      |                               |                            | 2 |                             |                             |  |  |                        |                        |
|  | Tsjechië                       | 3                             |                            |   |                             |                             |  |  |                        |                        |
|  | Tsjechië                       | 3                             |                            |   |                             |                             |  |  |                        |                        |

Eerstgenoemd team speelde thuis.

### Resultaat
- Het toernooi werd gewonnen door Tsjechië. In de finale tegen Rusland won Petra Kvitová haar beide rubbers in het enkelspel.
- België, Italië, Rusland en Tsjechië mogen ook het volgend jaar meedoen met Wereldgroep I.
- Australië, Frankrijk, Slowakije en de Verenigde Staten gingen naar de Wereldgroep I play-offs.

## Eerste ronde

### Australië – Italië
| Australië 1 | Hobart, Australië 5-6 februari 2011 hardcourt - buiten          | Hobart, Australië 5-6 februari 2011 hardcourt - buiten          | Italië 4 |      |     |  |
| \| \| \| \| 1 \| 2 \| 3 \| \| \| - \| --------------------------------------------------------------- \| --------------------------------------------------------------- \| ---- \| ---- \| --- \| \| \| 1 \| Jarmila Groth Francesca Schiavone \| Jarmila Groth Francesca Schiavone \| 64 7 \| 6 3 \| 6 3 \| \| \| 2 \| Samantha Stosur Flavia Pennetta \| Samantha Stosur Flavia Pennetta \| 65 7 \| 7 65 \| 4 6 \| \| \| 3 \| Samantha Stosur Francesca Schiavone \| Samantha Stosur Francesca Schiavone \| 61 7 \| 6 3 \| 5 7 \| \| \| 4 \| Jarmila Groth Flavia Pennetta \| Jarmila Groth Flavia Pennetta \| 3 6 \| 2 6 \| \| \| \| 5 \| Anastasia Rodionova / Rennae Stubbs Sara Errani / Roberta Vinci \| Anastasia Rodionova / Rennae Stubbs Sara Errani / Roberta Vinci \| 6 2 \| 61 7 \| 4 6 \| \| |                                                                 |                                                                 |          |      |     |  |
| |                                                                 |                                                                 | 1        | 2    | 3   |  |
| 1 | Jarmila Groth Francesca Schiavone                               | Jarmila Groth Francesca Schiavone                               | 64 7     | 6 3  | 6 3 |  |
| 2 | Samantha Stosur Flavia Pennetta                                 | Samantha Stosur Flavia Pennetta                                 | 65 7     | 7 65 | 4 6 |  |
| 3 | Samantha Stosur Francesca Schiavone                             | Samantha Stosur Francesca Schiavone                             | 61 7     | 6 3  | 5 7 |  |
| 4 | Jarmila Groth Flavia Pennetta                                   | Jarmila Groth Flavia Pennetta                                   | 3 6      | 2 6  |     |  |
| 5 | Anastasia Rodionova / Rennae Stubbs Sara Errani / Roberta Vinci | Anastasia Rodionova / Rennae Stubbs Sara Errani / Roberta Vinci | 6 2      | 61 7 | 4 6 |  |

### Rusland – Frankrijk
| Rusland 3 | Moskou, Rusland 5-6 februari 2011 hardcourt - binnen                         | Moskou, Rusland 5-6 februari 2011 hardcourt - binnen                         | Frankrijk 2 |     |     |  |
| \| \| \| \| 1 \| 2 \| 3 \| \| \| - \| ---------------------------------------------------------------------------- \| ---------------------------------------------------------------------------- \| ---- \| --- \| --- \| \| \| 1 \| Svetlana Koeznetsova Alizé Cornet \| Svetlana Koeznetsova Alizé Cornet \| 6 3 \| 3 6 \| 4 6 \| \| \| 2 \| Maria Sjarapova Virginie Razzano \| Maria Sjarapova Virginie Razzano \| 3 6 \| 4 6 \| \| \| \| 3 \| Anastasija Pavljoetsjenkova Alizé Cornet \| Anastasija Pavljoetsjenkova Alizé Cornet \| 3 6 \| 6 3 \| 6 2 \| \| \| 4 \| Svetlana Koeznetsova Alizé Cornet \| Svetlana Koeznetsova Alizé Cornet \| 6 4 \| 6 4 \| \| \| \| 5 \| Anastasija Pavljoetsjenkova / Svetlana Koeznetsova Julie Coin / Alizé Cornet \| Anastasija Pavljoetsjenkova / Svetlana Koeznetsova Julie Coin / Alizé Cornet \| 7 64 \| 6 0 \| \| \| |                                                                              |                                                                              |             |     |     |  |
| |                                                                              |                                                                              | 1           | 2   | 3   |  |
| 1 | Svetlana Koeznetsova Alizé Cornet                                            | Svetlana Koeznetsova Alizé Cornet                                            | 6 3         | 3 6 | 4 6 |  |
| 2 | Maria Sjarapova Virginie Razzano                                             | Maria Sjarapova Virginie Razzano                                             | 3 6         | 4 6 |     |  |
| 3 | Anastasija Pavljoetsjenkova Alizé Cornet                                     | Anastasija Pavljoetsjenkova Alizé Cornet                                     | 3 6         | 6 3 | 6 2 |  |
| 4 | Svetlana Koeznetsova Alizé Cornet                                            | Svetlana Koeznetsova Alizé Cornet                                            | 6 4         | 6 4 |     |  |
| 5 | Anastasija Pavljoetsjenkova / Svetlana Koeznetsova Julie Coin / Alizé Cornet | Anastasija Pavljoetsjenkova / Svetlana Koeznetsova Julie Coin / Alizé Cornet | 7 64        | 6 0 |     |  |

### Slowakije – Tsjechië
| Slowakije 2 | Bratislava, Slowakije 5-6 februari 2011 hardcourt - binnen                      | Bratislava, Slowakije 5-6 februari 2011 hardcourt - binnen                      | Tsjechië 3 |      |      |        |
| \| \| \| \| 1 \| 2 \| 3 \| \| \| - \| ------------------------------------------------------------------------------- \| ------------------------------------------------------------------------------- \| --- \| ---- \| ---- \| ------ \| \| 1 \| Daniela Hantuchová Lucie Šafářová \| Daniela Hantuchová Lucie Šafářová \| 5 7 \| 1 6 \| \| \| \| 2 \| Dominika Cibulková Petra Kvitová \| Dominika Cibulková Petra Kvitová \| 2 6 \| 3 6 \| \| \| \| 3 \| Daniela Hantuchová Petra Kvitová \| Daniela Hantuchová Petra Kvitová \| 4 6 \| 2 6 \| \| \| \| 4 \| Jana Čepelová Lucie Šafářová \| Jana Čepelová Lucie Šafářová \| 4 6 \| 7 65 \| \| Opgave \| \| 5 \| Jana Čepelová / Magdaléna Rybáriková Květa Peschke / Barbora Záhlavová-Strýcová \| Jana Čepelová / Magdaléna Rybáriková Květa Peschke / Barbora Záhlavová-Strýcová \| 6 1 \| 4 6 \| 7 64 \| \| |                                                                                 |                                                                                 |            |      |      |        |
| |                                                                                 |                                                                                 | 1          | 2    | 3    |        |
| 1 | Daniela Hantuchová Lucie Šafářová                                               | Daniela Hantuchová Lucie Šafářová                                               | 5 7        | 1 6  |      |        |
| 2 | Dominika Cibulková Petra Kvitová                                                | Dominika Cibulková Petra Kvitová                                                | 2 6        | 3 6  |      |        |
| 3 | Daniela Hantuchová Petra Kvitová                                                | Daniela Hantuchová Petra Kvitová                                                | 4 6        | 2 6  |      |        |
| 4 | Jana Čepelová Lucie Šafářová                                                    | Jana Čepelová Lucie Šafářová                                                    | 4 6        | 7 65 |      | Opgave |
| 5 | Jana Čepelová / Magdaléna Rybáriková Květa Peschke / Barbora Záhlavová-Strýcová | Jana Čepelová / Magdaléna Rybáriková Květa Peschke / Barbora Záhlavová-Strýcová | 6 1        | 4 6  | 7 64 |        |

### België – Verenigde Staten
| België 4 | Antwerpen, België 5-6 februari 2011 hardcourt - binnen         | Antwerpen, België 5-6 februari 2011 hardcourt - binnen         | Verenigde Staten 1 |      |     |  |
| \| \| \| \| 1 \| 2 \| 3 \| \| \| - \| -------------------------------------------------------------- \| -------------------------------------------------------------- \| ------- \| ---- \| --- \| \| \| 1 \| Yanina Wickmayer Bethanie Mattek-Sands \| Yanina Wickmayer Bethanie Mattek-Sands \| 6 1 \| 78 6 \| \| \| \| 2 \| Kim Clijsters Melanie Oudin \| Kim Clijsters Melanie Oudin \| 6 0 \| 6 4 \| \| \| \| 3 \| Kim Clijsters Bethanie Mattek-Sands \| Kim Clijsters Bethanie Mattek-Sands \| 610 712 \| 6 2 \| 6 1 \| \| \| 4 \| Yanina Wickmayer Melanie Oudin \| Yanina Wickmayer Melanie Oudin \| 6 2 \| 6 0 \| \| \| \| 5 \| Kirsten Flipkens / An-Sophie Mestach Liezel Huber / Vania King \| Kirsten Flipkens / An-Sophie Mestach Liezel Huber / Vania King \| 3 6 \| 5 7 \| \| \| |                                                                |                                                                |                    |      |     |  |
| |                                                                |                                                                | 1                  | 2    | 3   |  |
| 1 | Yanina Wickmayer Bethanie Mattek-Sands                         | Yanina Wickmayer Bethanie Mattek-Sands                         | 6 1                | 78 6 |     |  |
| 2 | Kim Clijsters Melanie Oudin                                    | Kim Clijsters Melanie Oudin                                    | 6 0                | 6 4  |     |  |
| 3 | Kim Clijsters Bethanie Mattek-Sands                            | Kim Clijsters Bethanie Mattek-Sands                            | 610 712            | 6 2  | 6 1 |  |
| 4 | Yanina Wickmayer Melanie Oudin                                 | Yanina Wickmayer Melanie Oudin                                 | 6 2                | 6 0  |     |  |
| 5 | Kirsten Flipkens / An-Sophie Mestach Liezel Huber / Vania King | Kirsten Flipkens / An-Sophie Mestach Liezel Huber / Vania King | 3 6                | 5 7  |     |  |

Wereldgroep I · Wereldgroep II · Amerikaanse zone · Aziatisch/Oceanische zone · Europees/Afrikaanse zone · Wereldgroep I play-offs · Wereldgroep II play-offs